# Olimpów
Olimpów – wieś w Polsce położona w województwie podkarpackim, w powiecie ropczycko-sędziszowskim, w gminie Iwierzyce. Przez miejscowość przepływa Bystrzyca, niewielka rzeka dorzecza Wisły, dopływ Wielopolki.
| SIMC    | Nazwa     | Rodzaj    |
| ------- | --------- | --------- |
| 0651826 | Kamieniec | część wsi |

Olimpów należy do rzymskokatolickiej parafii św. Michała Archanioła w Nockowej, należącej do dekanatu Sędziszów Małopolski, diecezji rzeszowskiej.
W latach 1975–1998 miejscowość położona była w województwie rzeszowskim.